# Zorgvliedbrug
De Zorgvliedbrug (brugnummer 424) is een vaste brug in Amsterdam-Zuid.
De brug is gelegen in de Amsteldijk en overspant de Kleine Wetering. De brug werd in 1921 geplaatst naar een ontwerp van Piet Kramer. Hij liet een brug bouwen in de stijl van de Amsterdamse School met de voor hem zo gebruikelijke mengeling tussen bak- en natuursteen. In de baksteenvlakken zijn ornamenten aangebracht. Wat hier bijzonder is ten opzichte van andere "Kramerbruggen" is de houten opvulling van de balustrades (normaal schreef Kramer siersmeedhekwerken voor). De houten balken zijn daarbij gefreesd. De leuningen zijn wel des Kramers, ze vertonen voor wat betreft afwerking overeenkomsten met de leuningen van zijn bruggen in het Amsterdamse Bos. 
De Zorgvliedbrug is vernoemd naar de nabijgelegen Begraafplaats Zorgvlied. De verkeersbrug heeft een wegbedekking van eveneens baksteen (rijweg) en tegels (voetgangers). De brug is een gemeentemonument. In 2016 was er in de gemeenteraad discussie of de vernoeming gehandhaafd zou blijven. In maart 2016 werd de tenaamstelling (opnieuw) officieel vastgesteld (lees vastgelegd).
De Zorgvliedbrug maakt deel uit van een complex bestaande uit de brug, gemaal Stadwijck, de Zorgvliedschutsluis en twee woningen (voor sluiswachter en machinist). In mei 1921 werd het complex aanbesteed voor 398.460,00 gulden.

## Fotogalerij

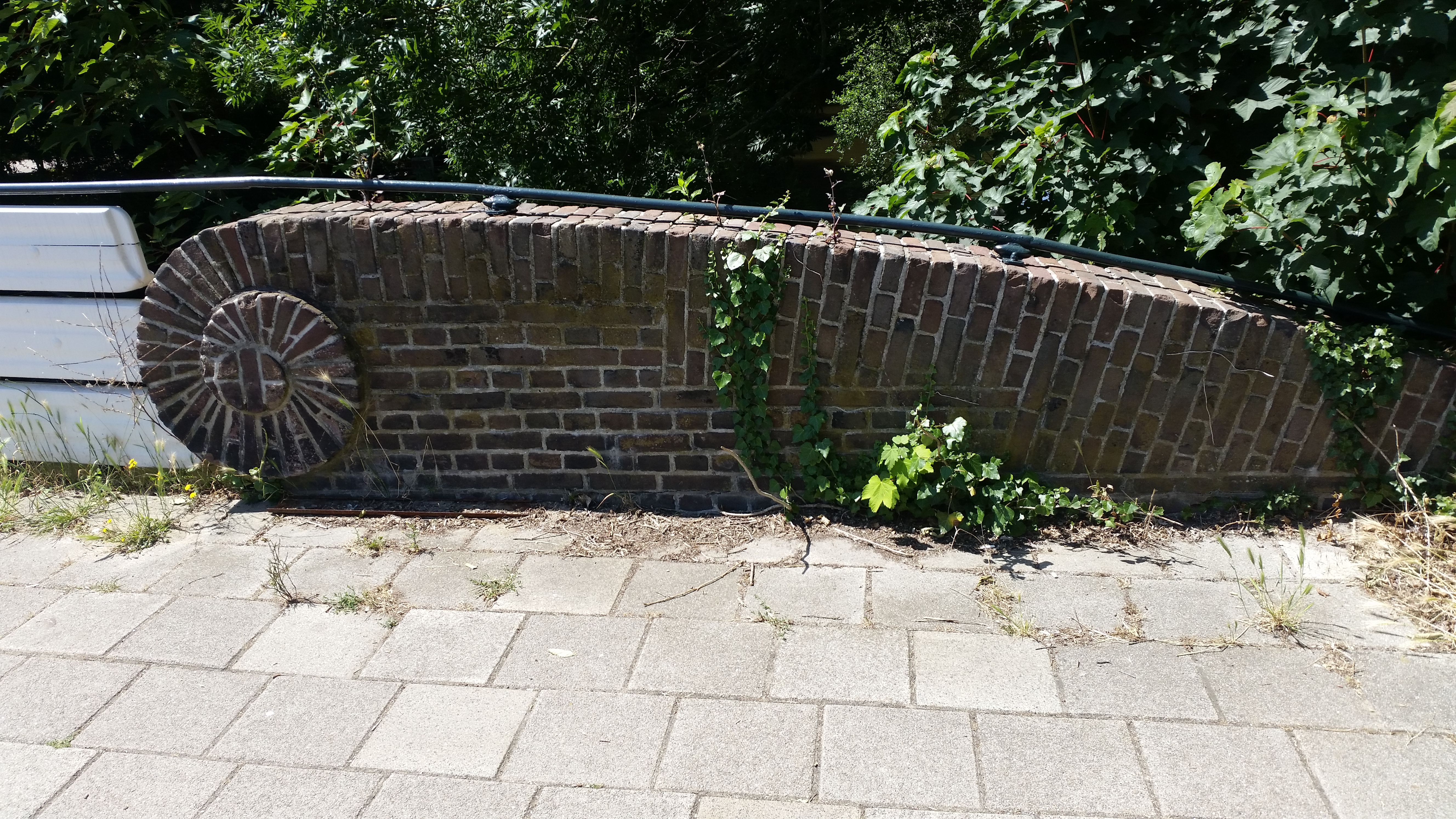
Versiering in metselwerk balustrade (juni 2018)
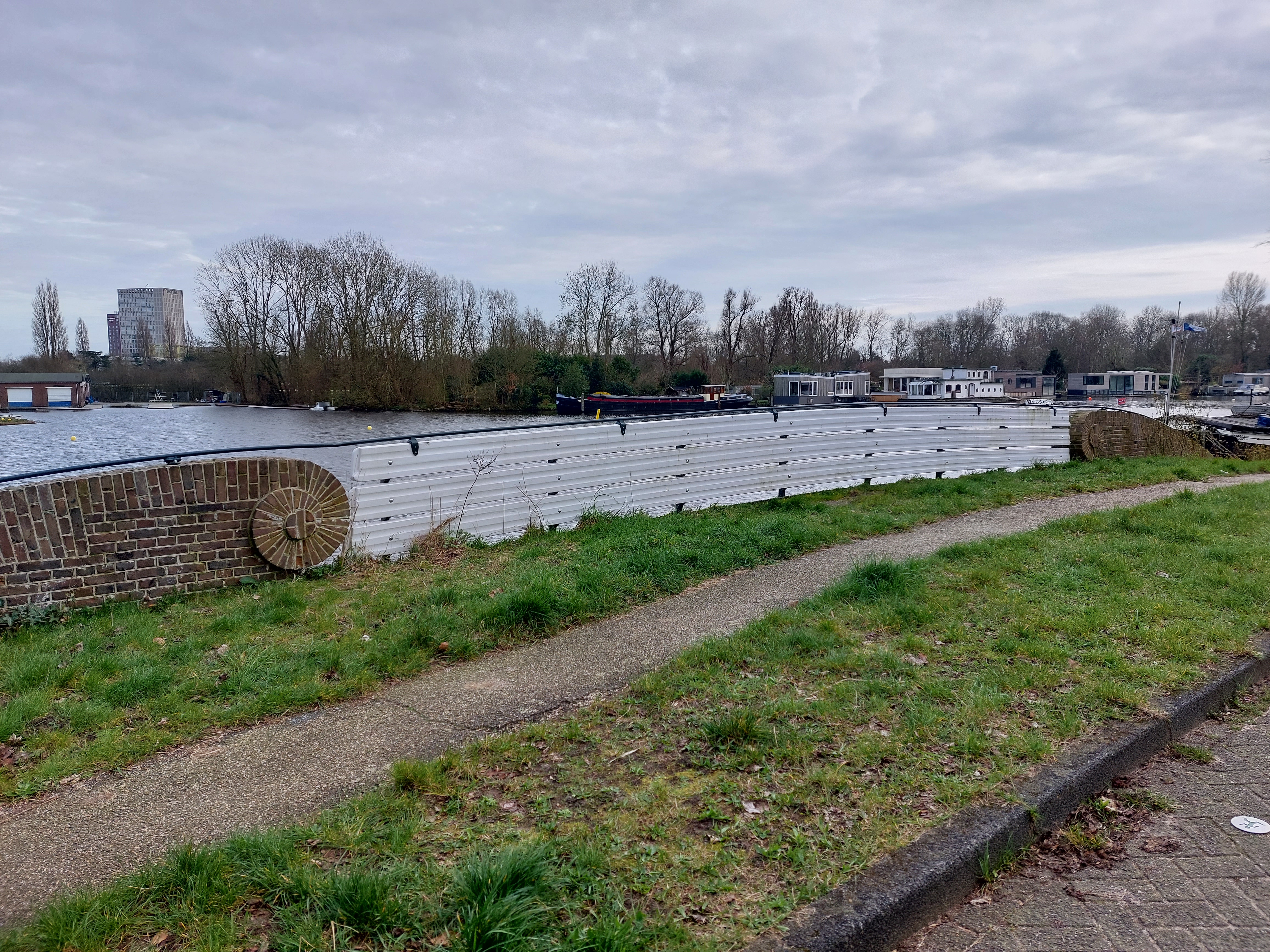
Zorgvliedbrug aan de Amstel
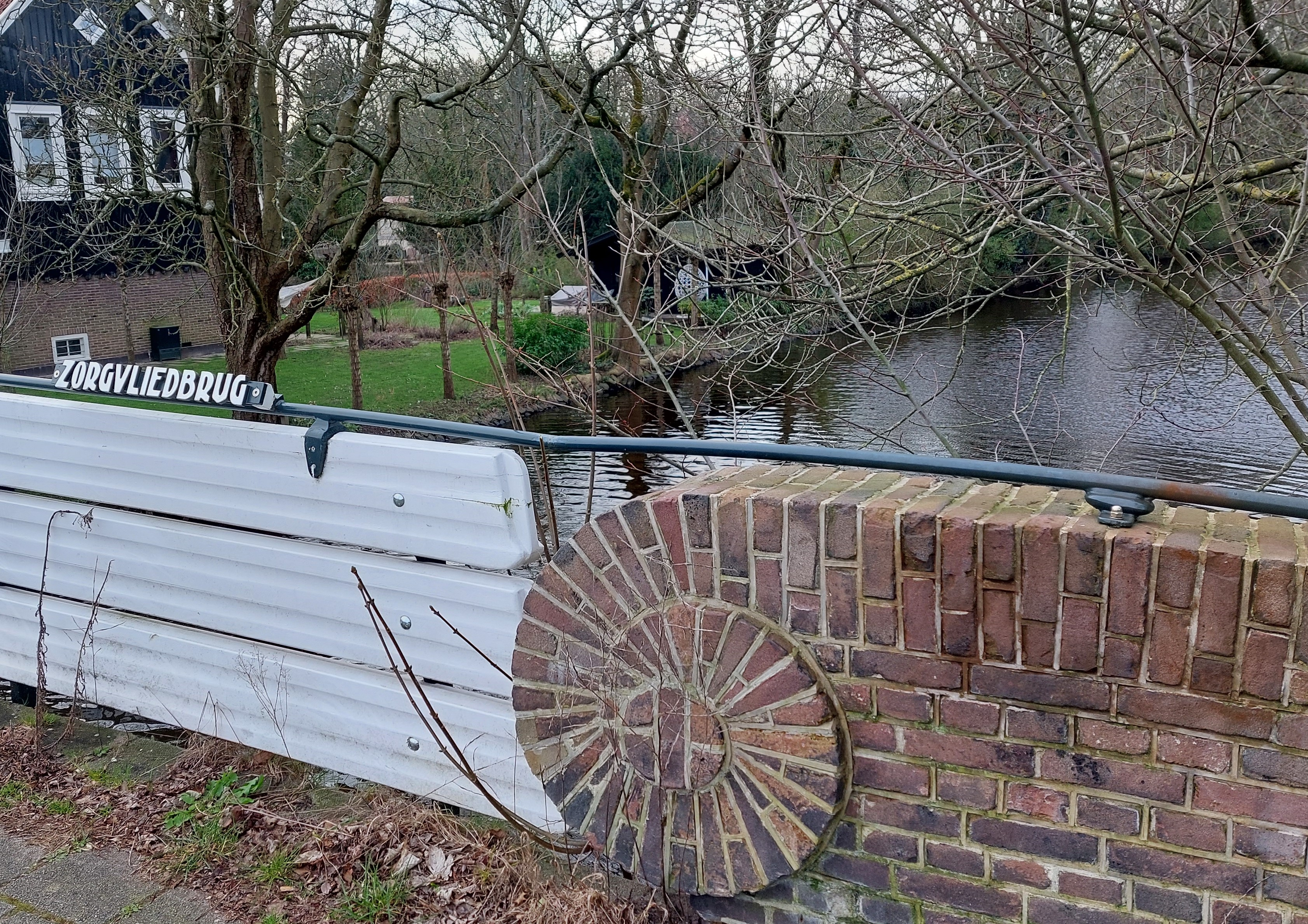
Zorgvliedbrug met naambordje

<<< · 400 · 401 · 402 · 403 · 404 · 405 · 406 · 407 · 408 · 409 · 410 · 411 · 413 · 414 · 415 · 416 · 417 · 418 · 419 · 420 · 421 · 422 · 423 · 424 · 425 · 427 · 429 · 430 · 431 · 432 · 433 · 434 · 435 · 436 · 437 · 438 · 439 · 440 · 441 · 442 · 443 · 444 · 445 · 446 · 447 · 448 · 449 · 450 · 451 · 452 · 453 · 454 · 455 · 456 · 457 · 458 · 459 · 460 · 461 · 462 · 463 · 464 · 465 · 466 · 469 · 470 · 471 · 472 · 473 · 474 · 475 · 476 · 478 · 479 · 480 · 482 · 483 · 485 · 486 · 487 · 488 · 489 · 490 · 491 · 492 · 493 · 494 · 495 · 496 · 497 · 499 · >>>
Brugnummers 412, 426, 428, 467, 468, 477, 481, 484 en 498 zijn niet (meer) vergeven.